# 丘梅吉烏鄉
46°44′N 21°35′E / 46.733°N 21.583°E
丘梅吉烏鄉（羅馬尼亞語：Comuna Ciumeghiu, Bihor），是羅馬尼亞的鄉份，位於該國西北部，由比霍爾縣負責管轄，面積110平方公里，海拔高度92米，2007年人口4,499，人口密度每平方公里41人。